# Rhomballichthys murrayi
Rhomballichthys murrayi är en djurart som tillhör fylumet bukhårsdjur, och som beskrevs av Schwank 1990. Rhomballichthys murrayi ingår i släktet Rhomballichthys och familjen Chaetonotidae. Inga underarter finns listade i Catalogue of Life.